# Liste der Baudenkmäler im Stadtbezirk Bochum-Südwest
Die Liste der Baudenkmäler im Stadtbezirk Bochum-Südwest enthält die denkmalgeschützten Bauwerke auf dem Gebiet des Stadtbezirks Bochum-Südwest in Nordrhein-Westfalen. Diese Baudenkmäler sind in der Denkmalliste der Stadt Bochum eingetragen; Grundlage für die Aufnahme ist das Denkmalschutzgesetz Nordrhein-Westfalen (DSchG NRW).

Der Stadtbezirk Bochum-Südwest umfasst die Ortsteile Bärendorf, Dahlhausen, Linden, Mark, Neuling, Sundern und Weitmar.
Baudenkmale sind „Denkmäler, die aus baulichen Anlagen oder Teilen baulicher Anlagen bestehen“.

## Liste der Baudenkmale (Auswahl)
Die Liste umfasst, falls vorhanden eine Fotografie des Denkmals, als Bezeichnung, falls vorhanden den Namen, sonst kursiv den Gebäudetyp, die Adresse, eine Kurzbeschreibung, falls bekannt die Bauzeit, das Datum der Unterschutzstellung und die Eintragungsnummer der unteren Denkmalbehörde der Stadt Bochum. Der Name entspricht dabei der Bezeichnung durch die Denkmalbehörde der Stadt Bochum. Abkürzungen wurden zum besseren Verständnis aufgelöst, die Typografie an die in der Wikipedia übliche angepasst und Tippfehler korrigiert.
Die Denkmalliste der Stadt Bochum umfasst im Stadtbezirk Bochum-Südwest 307 Baudenkmale (Stand 2024). Darunter sind 43 Wohnhäuser, Villen oder Siedlungen, 16 öffentliche Gebäude, acht Industrieanlagen, sieben Wohn- und Geschäftshäuser, fünf Sakralbauten, drei Geschäftshäuser, je zwei Adelssitze und Kleindenkmale und ein landwirtschaftliches Gebäude. Außerdem sind zwei Glasfenster von Ignatius Geitel sowie die Dampflokomotive 66002 als bewegliche Denkmale und der ehemalige Adelssitz Weitmar als Bodendenkmal in die Denkmalliste eingetragen. Seit Erstellung dieser Aufstellung 2009 sind weitere Denkmäler hinzugekommen, so die Schwimmbrücke Dahlhausen und die Arbeitersiedlung Eiberger Straße.
| Bild                                                                                   | Bezeichnung                                                                            | Lage | Beschreibung | Bauzeit                                                                  | Eingetragen seit   | Denkmal- nummer |
| -------------------------------------------------------------------------------------- | -------------------------------------------------------------------------------------- | --- | --- | ------------------------------------------------------------------------ | ------------------ | --------------- |
| weitere Bilder                                                                         | Eisenbahnmuseum                                                                        | Bochum-Südwest Dr.-C.-Otto-Straße 191 Karte | | 1916–1918                                                                | 17. Januar 1984    | A 001           |
| weitere Bilder                                                                         | evangelische Kirche                                                                    | Bochum-Südwest Hattinger Straße 786 Karte | neogotische Emporensaalkirche aus Sandsteinquadern | 1877                                                                     | 26. Juni 1985      | A 003           |
| Wohnhaus                                                                               | Wohnhaus                                                                               | Bochum-Südwest Wasserstraße 419 Karte | dreigeschossiger Putzbau unter Satteldach | etwa 1910                                                                | 7. April 1989      | A 012           |
| Erbstollen                                                                             | Erbstollen                                                                             | Bochum-Südwest Rauendahlstraße Karte | | 1853                                                                     | 7. April 1989      | A 015           |
| Wohnhaus                                                                               | Wohnhaus                                                                               | Bochum-Südwest Dr.-C.-Otto-Straße 124 Karte | verschiefertes Fachwerkhaus |                                                                          | 7. April 1989      | A 017           |
| Wohnhaus                                                                               | Wohnhaus                                                                               | Bochum-Südwest Dr.-C.-Otto-Straße 131 Karte | zweigeschossiger Fachwerkbau unter Satteldach | 1837                                                                     | 17. April 1989     | A 023           |
| Wasserhochbehälter                                                                     | Wasserhochbehälter                                                                     | Bochum-Südwest Hattinger Straße 467 Karte | Wasserbehälter hinter Villenfassade | um 1902                                                                  | 17. April 1989     | A 036           |
| Wohnhaus                                                                               | Wohnhaus                                                                               | Bochum-Südwest Dr.-C.-Otto-Straße 134 Karte | zweigeschossiger Klinkerbau |                                                                          | 17. April 1989     | A 047           |
| Wohnhaus                                                                               | Wohnhaus                                                                               | Bochum-Südwest Dr.-C.-Otto-Straße 119 Karte | dreigeschossiges Wohn- und Geschäftshaus hinter Putz-/Stuckfassade unter Mansarddach im Jugendstil | um 1920                                                                  | 17. April 1989     | A 048           |
| Wohnhaus                                                                               | Wohnhaus                                                                               | Bochum-Südwest Hattinger Straße 103 Karte | viergeschossiger Putzbau unter Walmdach im Jugendstil | etwa 1900                                                                | 17. April 1989     | A 050           |
| weitere Bilder                                                                         | Stollen                                                                                | Bochum-Südwest neben Lewackerstraße 202 Karte | Stollenmundloch mit Abschlussstein | 1873                                                                     | 7. August 1989     | A 066           |
| weitere Bilder                                                                         | Schwimmbrücke Dahlhausen                                                               | Bochum-Südwest Lewackerstraße Karte | Schwimmbrücke über die Ruhr in Dahlhausen/Hattingen | 1958/1959                                                                | 30. Juli 2014      | A 694           |
| Wohnhaus                                                                               | Wohnhaus                                                                               | Bochum-Südwest Hattinger Straße 866 Karte | zweigeschossiger Putz- und Werksteinbau unter Mansarddach im Reformstil | um 1900                                                                  | 10. August 1989    | A 075           |
| Stollen                                                                                | Stollen                                                                                | Bochum-Südwest Im Stapel 53 Karte | Stollenmundloch | 1792                                                                     | 19. Oktober 1989   | A 096           |
| weitere Bilder                                                                         | katholische Liebfrauenkirche                                                           | Bochum-Südwest Hattinger Straße 812 Karte | dreischiffige, gotische Basilika |                                                                          | 19. Oktober 1989   | A 106           |
| weitere Bilder                                                                         | Siedlung                                                                               | Bochum-Südwest Am Röderschacht 9, 11, 15–22, 22 a–d, 24, 24 a–d, 26–31, 33 Karte | zweigeschossige Achtfamilienhäuser in Ziegelmauerwerk unter Satteldächern | 1880er Jahre                                                             | 30. Oktober 1989   | A 118           |
| Wohnhaus                                                                               | Wohnhaus                                                                               | Bochum-Südwest Hattinger Straße 405 Karte | zweigeschossiger Putzbau unter Mansardwalmdach |                                                                          | 20. September 1990 | A 160           |
| weitere Bilder                                                                         | Bahnhof Dahlhausen                                                                     | Bochum-Südwest Dr.-C.-Otto-Straße 137 Karte | zweigeschossiger Putzbau unter Walmdach |                                                                          | 17. Dezember 1990  | A 177           |
| Wohnhaus                                                                               | Wohnhaus                                                                               | Bochum-Südwest Dr.-C.-Otto-Straße 196 Karte | zweieinhalbgeschossiger, späthistoristischer Ziegelbau unter Walmdach |                                                                          | 17. Dezember 1990  | A 178           |
| weitere Bilder                                                                         | Eisenbahnmuseum                                                                        | Bochum-Südwest Dr.-C.-Otto-Straße 191 Karte | eingeschossiges Verwaltungsgebäude unter Walmdach Kohlenkran Besandungsanlage Wasserturm/Kaminschacht mit Intzeschaftbehälter                                                                              | 1916 (Verwaltungsgebäude) 1932 (Anbau Verwaltungsgebäude)                | 26. Februar 1991   | A 190           |
| Lochstein                                                                              | Lochstein                                                                              | Bochum-Südwest neben Auf der Krücke 60 Karte | Grenzstein aus Ruhrsandstein | 1769                                                                     | 24. Juni 1991      | A 216           |
| weitere Bilder                                                                         | Lutherkirche                                                                           | Bochum-Südwest Dr.-C.-Otto-Straße 110 Karte | Hallenkirche unter Satteldach | 1912                                                                     | 23. Juli 1991      | A 228           |
| weitere Bilder                                                                         | Schule                                                                                 | Bochum-Südwest Dr.-C.-Otto-Straße 112 Karte | dreigeschossiger Klinkerbau unter Satteldach | um 1900                                                                  | 23. Juli 1991      | A 229           |
| weitere Bilder                                                                         | Schule                                                                                 | Bochum-Südwest Dr.-C.-Otto-Straße 114 Karte | zweigeschossiger Klinkerbau | um 1900                                                                  | 23. Juli 1991      | A 230           |
| Verwaltungsgebäude                                                                     | Verwaltungsgebäude                                                                     | Bochum-Südwest Hattinger Straße 389 Karte | zweigeschossiger Backsteinbau unter Mansard-Satteldach |                                                                          | 26. August 1991    | A 246           |
| Wohnhaus                                                                               | Wohnhaus                                                                               | Bochum-Südwest Hattinger Straße 114 Karte | viereinhalbgeschossiger Putzbau | um 1900                                                                  | 2. April 1992      | A 256           |
| Siedlung                                                                               | Siedlung                                                                               | Bochum-Südwest Am Josephsschacht 3–29 (ungerade), 6, 8, 18, 20, 24, 26 Ettersheide 48–58 (gerade), 57–67 (ungerade) Friedlicher-Nachbar-Straße 1–28 Welperstraße 9–15 (ungerade), 21–31 (ungerade), 28–42 (gerade) Karte | eineinhalbgeschossige Backsteinbauten unter Satteldächern | um 1900                                                                  | 21. Mai 1992       | A 259           |
| Wohnhaus                                                                               | Wohnhaus                                                                               | Bochum-Südwest Scharpenseelstraße 225 Karte | eineinhalbgeschossiges Gebäude unter Satteldach |                                                                          | 30. Juni 1992      | A 265           |
| Wohnhaus                                                                               | Wohnhaus                                                                               | Bochum-Südwest Schützenstraße 145 Karte | dreigeschossiger Putzbau unter Satteldach im Stil der Neorenaissance |                                                                          | 27. Juli 1993      | A 286           |
| Siedlung                                                                               | Siedlung                                                                               | Bochum-Südwest Hasenwinkeler Straße 152–156 (gerade) Karte | drei eingeschossige Häuser unter Satteldach |                                                                          | 28. Januar 1994    | A 298           |
| weitere Bilder                                                                         | Siedlung Am Ruhrort                                                                    | Bochum-Südwest Am Ruhrort 15–21 (ungerade), 19–21 a, 22–38 (gerade), 24 a, 26 a, 29, 31 a, 35, 38 a, 39, 41–49 a, 42, 43–53 (ungerade), 46, 48, 53 a, 58, 60, 66–76 (gerade) Karte                                       | Vierfamilienhäuser zweieinhalbgeschossige Häuser |                                                                          | 21. Februar 1994   | A 299           |
| Wohnhaus                                                                               | Wohnhaus                                                                               | Bochum-Südwest Hattinger Straße 865 Karte | zweigeschossiges Gasthaus mit eingeschossigem Saalanbau im Heimatstil und Vorgarten | um 1835                                                                  | 31. März 1994      | A 302           |
| Siedlung                                                                               | Siedlung                                                                               | Bochum-Südwest An der Steinhalde 46–52 (gerade) Karte | vier zweigeschossige Vierfamilienhäuser unter Walmdach | um 1880                                                                  | 21. Juli 1994      | A 307           |
| weitere Bilder                                                                         | Ensemble Haus Weitmar                                                                  | Bochum-Südwest zwischen Hattinger und Schloßstraße Karte | Ruine des Herrenhauses Mauerreste Ruine der Schlosskapelle drei Grabplatten Torhaus Toranlage Straßenlaterne im Jugendstil                                                                                 | 1592 (Herrenhaus) 1296 (Sylvesterkapelle) 1625, 1705, 1765 (Grabplatten) | 26. April 1995     | A 336           |
| weitere Bilder                                                                         | Ensemble Haus Weitmar                                                                  | Bochum-Südwest Hattinger Straße 386 Karte | Torhaus-artiges Gebäude | Beginn 20. Jahrhundert                                                   | 26. April 1995     | A 337           |
| Wohn- und Geschäftshaus                                                                | Wohn- und Geschäftshaus                                                                | Bochum-Südwest Hattinger Straße 225 Karte | dreigeschossiger Putzbau unter Satteldach im Stil der Neorenaissance und des Jugendstils | 1900                                                                     | 1. August 1995     | A 349           |
| Wohn- und Geschäftshaus Hattinger Straße 210                                           | Wohn- und Geschäftshaus Hattinger Straße 210                                           | Bochum-Südwest Hattinger Straße 210 Karte | dreigeschossiger Wohnbau unter Satteldach im Jugendstil | etwa 1907                                                                | 18. September 1995 | A 355           |
| Wohn- und Geschäftshaus Hattinger Straße 214                                           | Wohn- und Geschäftshaus Hattinger Straße 214                                           | Bochum-Südwest Hattinger Straße 214 Karte | dreigeschossiger Putz- und Backsteinbau im Jugendstil | etwa 1898                                                                | 18. September 1995 | A 356           |
| Wohn- und Verwaltungsgebäude Hattinger Straße 683                                      | Wohn- und Verwaltungsgebäude Hattinger Straße 683                                      | Bochum-Südwest Hattinger Straße 683 Karte | zwei- bis dreigeschossiges Gebäude der Reformarchitektur in gemäßigt neubarocken Formen unter Mansarddach                                                                                                  | 1911                                                                     | 18. September 1995 | A 357           |
| Hattinger Straße 46                                                                    | Hattinger Straße 46                                                                    | Bochum-Südwest Hattinger Straße 465 Karte | zweigeschossiger, expressiver und klassizistischer Putzbau unter Walmdach | 1926                                                                     | 26. September 1995 | A 358           |
| Wohnhaus Hattinger Straße 570                                                          | Wohnhaus Hattinger Straße 570                                                          | Bochum-Südwest Hattinger Straße 570 Karte | zweigeschossiges, verputztes, reformerisches Zweifamilienhaus unter Walmdach | 1913/1914                                                                | 26. September 1995 | A 359           |
| Wohnhaus und Stallgebäude Hattinger Straße 636                                         | Wohnhaus und Stallgebäude Hattinger Straße 636                                         | Bochum-Südwest Hattinger Straße 636 Karte | zweigeschossiger, klassizistischer Werksteinbau | etwa 1885                                                                | 26. September 1995 | A 361           |
| Wohnhaus Hattinger Straße 749                                                          | Wohnhaus Hattinger Straße 749                                                          | Bochum-Südwest Hattinger Straße 749 Karte | zweigeschossiger Backsteinbau unter Satteldach | etwa 1907                                                                | 26. September 1995 | A 362           |
| Wohn- und Geschäftshaus Hattinger Straße 843                                           | Wohn- und Geschäftshaus Hattinger Straße 843                                           | Bochum-Südwest Hattinger Straße 843 Karte | dreieinhalbgeschossiges, historistisches Wohn- und Geschäftshaus unter Satteldach | 1903/1905                                                                | 26. September 1995 | A 363           |
| Villa                                                                                  | Villa                                                                                  | Bochum-Südwest Hattinger Straße 871 Karte | zweigeschossige Villa mit Einfriedung im Jugendstil | 1900                                                                     | 6. Oktober 1995    | A 364           |
| BW                                                                                     | ehemaliges Kötterhaus                                                                  | Bochum-Südwest Fahrenheitstraße 70 Karte | Fachwerkbau | 1784                                                                     | 6. Oktober 1995    | A 365           |
| Wohnhaus Stensstraße 14                                                                | Wohnhaus Stensstraße 14                                                                | Bochum-Südwest Stensstraße 14 Karte | ein- bis zweigeschossiges Gebäude unter Krüppelwalmdach | 1924                                                                     | 27. Oktober 1995   | A 366           |
| Wohnhaus Hattinger Straße 158                                                          | Wohnhaus Hattinger Straße 158                                                          | Bochum-Südwest Hattinger Straße 158 Karte | zweigeschossiger, neugotischer Ziegelbau unter Satteldach | um 1900                                                                  | 6. November 1995   | A 368           |
| Wohn- und Geschäftshaus                                                                | Wohn- und Geschäftshaus                                                                | Bochum-Südwest Hattinger Straße 824 Karte | zwei- bis dreigeschossiges Wirtshaus unter Mansarddach im Jugendstil | 1907                                                                     | 6. November 1995   | A 369           |
| Wohn- und Geschäftshaus                                                                | Wohn- und Geschäftshaus                                                                | Bochum-Südwest Hattinger Straße 856 Karte | zweigeschossiger Backstein- und Putzbau im Stil der Neorenaissance | um 1900                                                                  | 7. November 1995   | A 370           |
| ehemaliges Schwesternwohnheim des Evangelischen Krankenhauses Bochum Linden-Dahlhausen | ehemaliges Schwesternwohnheim des Evangelischen Krankenhauses Bochum Linden-Dahlhausen | Bochum-Südwest Dr.-C.-Otto-Straße 19 Karte | zweieinhalbgeschossiges Wohnhaus unter Walmdach mit Gartengitter im Stil des Art déco | 1908                                                                     | 21. Februar 1996   | A 375           |
| Amtshaus Dr.-C.-Otto-Straße 75                                                         | Amtshaus Dr.-C.-Otto-Straße 75                                                         | Bochum-Südwest Dr.-C.-Otto-Straße 75 Karte | zweigeschossiger Putzbau unter Satteldach | um 1900                                                                  | 21. Februar 1996   | A 376           |
| Grab Dr. Carlos Otto                                                                   | Grab Dr. Carlos Otto                                                                   | Bochum-Südwest Lindener Straße Karte | Pultstein mit Marmorplatte |                                                                          | 13. Mai 1996       | A 382           |
| Maschinenhaus der ehemaligen Schachtanlage Hasenwinkel                                 | Maschinenhaus der ehemaligen Schachtanlage Hasenwinkel                                 | Bochum-Südwest Polterberg 10 Karte | mehrgeschossiges Backsteingebäude |                                                                          | 13. Mai 1996       | A 383           |
| Wohnhaus                                                                               | Wohnhaus                                                                               | Bochum-Südwest Hattinger Straße 845 Karte | burgartiges Villengebäude aus Werkstein unter Walmdach | 1912                                                                     | 13. Mai 1996       | A 384           |
| Wohn- und Geschäftshaus                                                                | Wohn- und Geschäftshaus                                                                | Bochum-Südwest Dr.-C.-Otto-Straße 121 Karte | dreieinhalbgeschossiges, späthistoristisches Gebäude | um 1900                                                                  | 11. Juni 1996      | A 387           |
| Hotel Westfälischer Hof                                                                | Hotel Westfälischer Hof                                                                | Bochum-Südwest Dr.-C.-Otto-Straße 80 Karte | dreigeschossiges Gebäude |                                                                          | 20. Juni 1996      | A 390           |
| Gaststätte Zur Alten Post                                                              | Gaststätte Zur Alten Post                                                              | Bochum-Südwest Hattinger Straße 846 Karte | zweigeschossiges Fachwerkhaus | Mitte des 19. Jahrhunderts                                               | 17. Juli 1996      | A 392           |
| Wohnhaus/Scheune                                                                       | Wohnhaus/Scheune                                                                       | Bochum-Südwest Kassenberger Straße 9 Karte | zweigeschossige, späthistoristische Backsteinvilla (Wohnhaus) | um 1900                                                                  | 19. Juli 1996      | A 394           |
| Wohnhaus                                                                               | Wohnhaus                                                                               | Bochum-Südwest Am Alten General 2 Karte | zweigeschossiges Fachwerkhaus | vor 1823                                                                 | 5. September 1996  | A 396           |
| Wohnhaus                                                                               | Wohnhaus                                                                               | Bochum-Südwest Dr.-C.-Otto-Straße 70 Karte | eingeschossiges Einfamilienhaus der Heimatschutzarchitektur | 1904                                                                     | 11. Oktober 1996   | A 403           |
| Wohnhaus                                                                               | Wohnhaus                                                                               | Bochum-Südwest Lindener Straße 155 Karte | eingeschossiges, spätklassizistisches Wohnhaus | etwa 1850                                                                | 18. Oktober 1996   | A 404           |
| Wohnhaus und Nebengebäude                                                              | Wohnhaus und Nebengebäude                                                              | Bochum-Südwest Kassenberger Straße 22 Karte | zweigeschossiges Wohnhaus aus Ruhrsandstein eingeschossiges Stallgebäude Bruchsteinmauer | etwa 1850/1860                                                           | 18. Oktober 1996   | A 405           |
| Direktorenwohnhaus                                                                     | Direktorenwohnhaus                                                                     | Bochum-Südwest Dr.-C.-Otto-Straße 218 Karte | zweieinhalbgeschossiger Putzbau mit Jugendstildekor | um 1900                                                                  | 18. Oktober 1996   | A 407           |
| Wohnhaus                                                                               | Wohnhaus                                                                               | Bochum-Südwest Karl-Friedrich-Straße 80 Karte | eineinhalbgeschossiger, späthistoristischer Putzbau unter Krüppelwalmdach | 1900                                                                     | 13. Dezember 1996  | A 410           |
| Schule                                                                                 | Schule                                                                                 | Bochum-Südwest Karl-Friedrich-Straße 91 Karte | zweigeschossiger Backsteinbau | etwa 1890                                                                | 13. Dezember 1996  | A 411           |
| Mietshaus                                                                              | Mietshaus                                                                              | Bochum-Südwest Weitmarer Straße 30 Karte | dreigeschossiges, vierachsiges, neubarockes Mietshaus | erste Jahre des 20. Jahrhunderts                                         | 17. März 1997      | A 420           |
| Mietshaus                                                                              | Mietshaus                                                                              | Bochum-Südwest Weitmarer Straße 28 Karte | dreigeschossiges, vierachsiges, neubarockes Mietshaus | erste Jahre des 20. Jahrhunderts                                         | 25. März 1997      | A 421           |
| Mietshaus                                                                              | Mietshaus                                                                              | Bochum-Südwest Weitmarer Straße 26 Karte | dreigeschossiges, vierachsiges, neurenaissancistisches Mietshaus | erste Jahre des 20. Jahrhunderts                                         | 25. März 1997      | A 422           |
| Mietshaus                                                                              | Mietshaus                                                                              | Bochum-Südwest Weitmarer Straße 32 Karte | dreigeschossiges, vierachsiges, neubarockes Mietshaus | erste Jahre des 20. Jahrhunderts                                         | 25. März 1997      | A 423           |
| ehemaliger Bergarbeiterkotten                                                          | ehemaliger Bergarbeiterkotten                                                          | Bochum-Südwest Lindener Straße 134 Karte | zweigeschossiges Fachwerkhaus | spätes 18. Jahrhundert 19. Jahrhundert (Erweiterung)                     | 25. März 1997      | A 424           |
| Mietshaus                                                                              | Mietshaus                                                                              | Bochum-Südwest Weitmarer Straße 24 Karte | dreigeschossiges, späthistoristisches Backsteingebäude | 1901                                                                     | 11. April 1997     | A 426           |
| Wohnhaus                                                                               | Wohnhaus                                                                               | Bochum-Südwest Baaker Mulde 3 Karte | eingeschossiges Bruchsteinhaus | etwa 1900                                                                | 7. Mai 1997        | A 427           |
| Sträter-Hof                                                                            | Sträter-Hof                                                                            | Bochum-Südwest Nöckerstraße 15 Karte | Fachwerkhaus | etwa 1836                                                                | 12. November 1997  | A 442           |
| Siedlung Am Schamberge                                                                 | Siedlung Am Schamberge                                                                 | Bochum-Südwest Am Schamberge 70–84 (gerade), 73–83 (ungerade) Am Sonnenberg 87–95 (ungerade), 88–98 (gerade) Karte | elf zweigeschossige Ziegelbauten | etwa 1880                                                                | 9. März 1998       | A 453           |
| weitere Bilder                                                                         | Siedlung Am Ruhrort                                                                    | Bochum-Südwest Am Ruhrort 16, 18, 18 a, 20, 23, 23 a, 25, 27, 27 a 29 a, 31, 33, 33 a, 35 a, 37 a, 40, 40 a, 41, 44, 50, 50 a, 54, 56, 62, 64 Karte                                                                      | Vierfamilienhäuser zweieinhalbgeschossige Häuser |                                                                          | 30. April 1998     | A 456           |
| weitere Bilder                                                                         | Radom des Instituts für Umwelt- und Zukunftsforschung                                  | Bochum-Südwest Blankensteiner Straße Karte | Parabolantennen-Anlage Traglufthalle Technikanbau Kraftstation | 1964–1967                                                                | 30. April 1998     | A 457           |
| Kötterhaus                                                                             | Kötterhaus                                                                             | Bochum-Südwest Am Birkenwald 18 Karte | Fachwerkhaus | 1776                                                                     | 20. Mai 1999       | A 484           |
| südliches Portal des Eisenbahntunnels Zeche Baaker Mulde                               | südliches Portal des Eisenbahntunnels Zeche Baaker Mulde                               | Bochum-Südwest Baaker Mulde Karte | Tunnelportal | 1894                                                                     | 22. Mai 2000       | A 513           |
| Wohn- und Atelierhäuser                                                                | Wohn- und Atelierhäuser                                                                | Bochum-Südwest Kemnader Straße 14 a Karte | eingeschossiger Bungalow Bungalow | 1958 1963                                                                | 31. Juli 2002      | A 536           |
| Tiefbunker unter dem Marktplatz Linden                                                 | Tiefbunker unter dem Marktplatz Linden                                                 | Bochum-Südwest Steinigerstraße Karte | eingeschossiger Tiefbunker | 1940–1941                                                                | 6. Dezember 2002   | A 537           |
| Trauerhalle                                                                            | Trauerhalle                                                                            | Bochum-Südwest Heinrich-König-Straße 125 Karte | Stahlbetonhalle | 1952                                                                     | 7. Dezember 2004   | A 585           |
| katholische Pfarrkirche Heilige Familie                                                | katholische Pfarrkirche Heilige Familie                                                | Bochum-Südwest Karl-Friedrich-Straße 111 Karte | Stahlbetonskelett-Saalkirche unter Satteldach mit Farbverglasung, Hauptaltar, Taufbecken, Ambo, Tabernakel, Standleuchtern und ewiger Lampe Krypta mit wandfester Ausstattung, Altar, Tabernakel und Kreuz | 1958–1959                                                                | 30. März 2005      | A 591           |
| katholische Pfarrkirche St. Engelbert Bochum-Dahlhausen                                | katholische Pfarrkirche St. Engelbert Bochum-Dahlhausen                                | Bochum-Südwest Kassenberger Straße 94 Karte | dreischiffige, neugotische Backsteinhallenkirche | 1902–1903 1968–1969                                                      | 19. Mai 2005       | A 600           |
| Denkmal für die Gefallenen des Ersten Weltkriegs                                       | Denkmal für die Gefallenen des Ersten Weltkriegs                                       | Bochum-Südwest Dr.-C.-Otto-Straße/Eiberger Straße Karte | altarartiger Steinblock | vermutlich 1929                                                          | 25. Mai 2005       | A 608           |
| Stollenmundloch                                                                        | Stollenmundloch                                                                        | Bochum-Südwest Am Alten General Karte | Stollenmundloch | 1790                                                                     | 26. Januar 2006    | A 617           |
| Feuerwehrhaus der Freiwilligen Feuerwehr Bochum-Linden                                 | Feuerwehrhaus der Freiwilligen Feuerwehr Bochum-Linden                                 | Bochum-Südwest Lindener Straße 147 Karte | zweigeschossiger Putzbau unter Walmdach mit Steigerturm im Heimatstil | 1908                                                                     | 12. April 2006     | A 619           |
| Trauerhalle auf dem Friedhof Dahlhausen                                                | Trauerhalle auf dem Friedhof Dahlhausen                                                | Bochum-Südwest Im Berge 26 Karte | verputzter, neuromantischer Bau | etwa 1905                                                                | 28. Februar 2008   | A 636           |
| weitere Bilder                                                                         | Arbeitersiedlung Eiberger Straße                                                       | Bochum-Südwest Eiberger Straße 33–43 (ungerade), 33–39 a (ungerade), 35 b, 35 c, 39 b, 41 a/b, 43 a | sechs Vierfamilienhäuser | um 1900                                                                  | 7. April 2010      | A 650           |